# Lutjanus fuscescens
Lutjanus fuscescens is een straalvinnige vis uit de familie van de snappers (Lutjanidae) en behoort derhalve tot de orde van baarsachtigen (Perciformes). De vis kan een lengte bereiken van 40 cm.

## Leefomgeving
Lutjanus fuscescens komt voor in zoet en brak water. De vis prefereert een tropisch klimaat. Het verspreidingsgebied beperkt zich tot Azië.

## Relatie tot de mens
Lutjanus fuscescens is voor de visserij van geen belang. In de hengelsport wordt er weinig op de vis gejaagd.